# Margret Boveri
Margret Antonie Boveri (* 14. August 1900 in Würzburg; † 6. Juli 1975 in Berlin) war eine deutsche Historikerin, Publizistin und Journalistin.
Boveri schrieb u. a. für die renommierten Tageszeitungen Berliner Tageblatt unter Paul Scheffer, die Frankfurter Zeitung und – nach deren Verbot – für Das Reich. Ihr Leben war durch zahlreiche historische Brüche gekennzeichnet. In der Zeit des Nationalsozialismus kam sie zunächst mit der Gestapo in Berührung. Als feindliche Auslandskorrespondentin in den USA interniert, kehrte sie während des Zweiten Weltkrieges in das Deutsche Reich zurück und trat teilweise durch nationalsozialistisch geprägte Presseartikel hervor. Nach Kriegsende setzte sie sich vor allem für die Wiedervereinigung Deutschlands ein. Zu ihrem Freundes- und Bekanntenkreis zählten so unterschiedliche Persönlichkeiten wie Wilhelm Conrad Röntgen, Theodor Heuss, Ernst Freiherr von Weizsäcker, Freya von Moltke, Ernst Jünger, Carl Schmitt, Armin Mohler, Gottfried Benn und Uwe Johnson.

## Leben

### Kindheit
Margret Boveri wurde als Tochter des deutschen vergleichenden Anatomen bzw. Zoologen Theodor Boveri und der amerikanischen Biologin Marcella Boveri, geborene O’Grady, in Würzburg geboren. Sie wuchs dort als behütetes Einzelkind in einer zur bürgerlichen Oberschicht zählenden Akademikerfamilie auf. Ihr Vater war als Professor für Biologie Leiter des Zoologischen Instituts der Julius-Maximilians-Universität Würzburg am Pleicherring (heute Röntgenring). Ihre Mutter legte als erste Frau ihr Abschlussexamen am Massachusetts Institute of Technology ab und verzichtete für die Dauer der Kindeserziehung auf ihre wissenschaftliche Karriere. Die Familie wohnte unweit der Universitätsgebäude zunächst in einer Sechs-Zimmer-Wohnung in einem Etagenblock in der Pleicherglacisstraße 8 (ab 1915 Bismarckstraße genannt), einer von Akademikern bevorzugten ruhigen Wohnstraße. In ihrer frühen Jugendzeit erfolgte ein Umzug in eine noch größere Wohnung im 1. Stock des Hauses Bismarckstraße 1. Als Kleinkind wurde Margret von ihren Eltern auf mehrere Auslandsreisen mitgenommen. So bei mehreren Besuchen der Verwandtschaft ihrer Mutter in den USA in den Jahren 1902, 1905 und 1909. Anlässlich zweier Aufenthalte ihres Vaters am Zoologischen Institut von Neapel besuchte sie dort 1911 und 1913 die internationale Schule.
Das durch das Elternhaus sowie ihr soziales Umfeld vermittelte Bild von der Andersartigkeit bestimmter Bevölkerungsschichten und die Distanz, die man zu diesen sogenannten „niederen“ Schichten zu wahren hatte, prägte ihre Erziehung in Kindheit und Jugend. Hinzu kam – im katholischen Würzburg außergewöhnlich – die atheistische Einstellung ihrer Eltern. Um nicht mit „gewöhnlichen“ Kindern durch den Besuch der örtlich zuständigen Schule im wenig vornehmen Pleicher Viertel, von ihr auch „Professorenviertel“ genannt, in Berührung zu kommen, erhielt Margret Boveri Privatunterricht. Neben der Vorbereitung für den Besuch einer höheren Schule gehörte auch der obligatorische Klavierunterricht zu ihrer Ausbildung.
Der Tod des Vaters am 15. Oktober 1915 bedeutete einen gravierenden Einschnitt in ihr bislang unbeschwertes Leben. In den autobiographischen Aufzeichnungen Verzweigungen bezeichnete sie diesen Verlust als „Amputation I“.

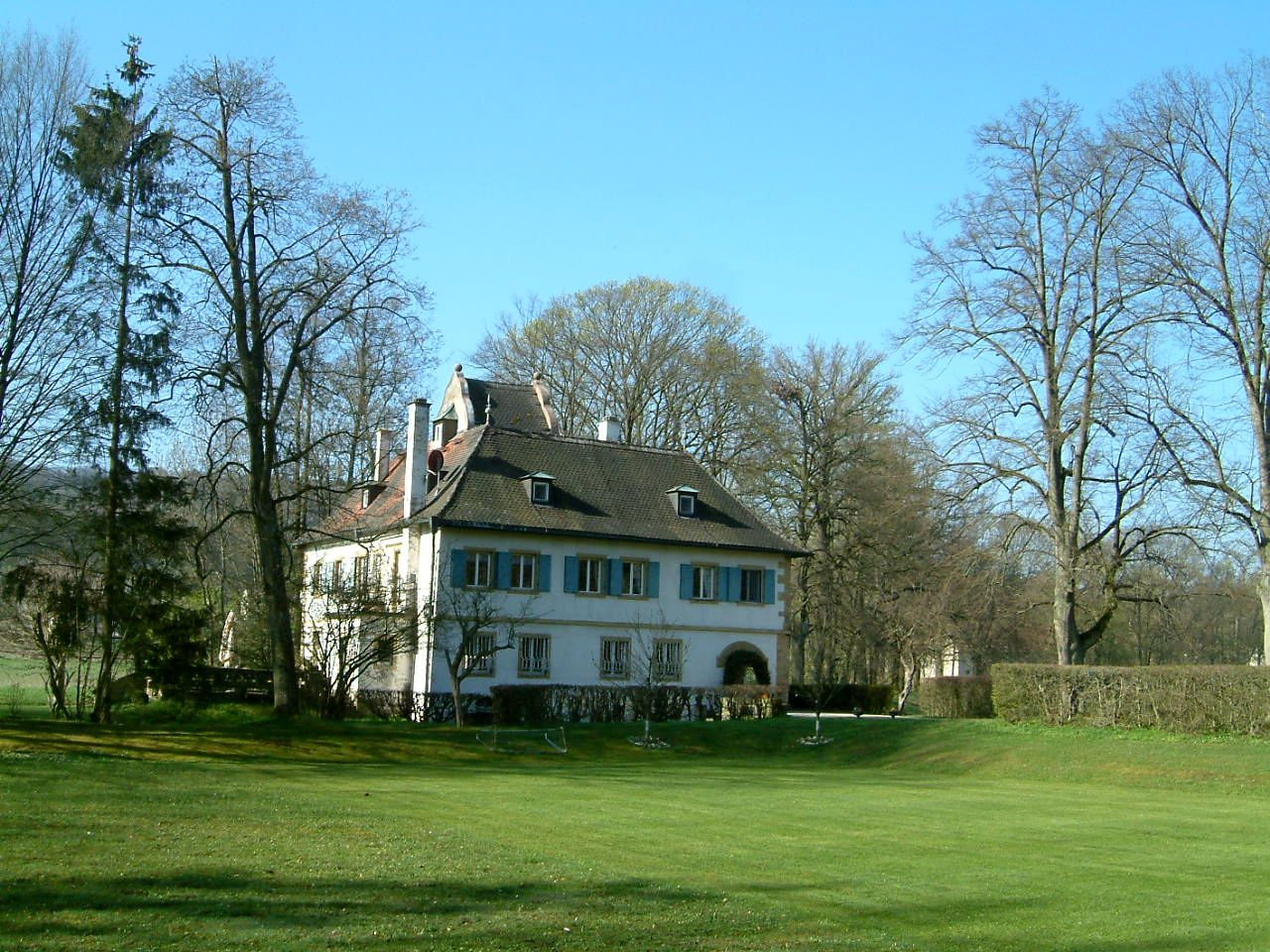
Boveri-Schlösschen in Höfen bei Bamberg

Die Ferienzeit verbrachte die Familie regelmäßig in Höfen bei Bamberg, wo die Großeltern ihres Vaters ein Seehaus genanntes Schlösschen besaßen. Der Verkauf eines Großteils der zum Anwesen gehörenden Liegenschaften zum 1. Januar 1918 stellte für Boveri die „Amputation II“ dar.
Mangels eines Gymnasiums für Mädchen besuchte sie seit 1917 die städtische Sophienschule, eine seit 1900 bestehende höhere Mädchenschule, die vierjährige Realgymnasialkurse als Vorbereitung für das Abitur anbot. In dem während ihrer Zeit an der Sophienschule gegründeten „Deutsch-Nationalen-Jugendbund“ engagierte sich Boveri als Führerin.
Als der bisherige Eigentümer des von ihrer Mutter bewohnten Mietshauses dieses nach Ende des Ersten Weltkrieges verkaufte, kündigte der neue Eigentümer die von den Boveris genutzte Wohnung in der Beletage. Der Verlust dieser mit ihren gesamten Kindheits- und Jugenderinnerungen verbundenen Wohnung bedeutete für sie die „Amputationn III“. Verschärft wurde die Situation noch durch die aufreibende Suche nach einer neuen Bleibe für ihre verwitwete Mutter in Zeiten einer allgemeinen Wohnungsnot und der Unterkunft in wesentlich bescheideneren Mietwohnungen wie in der Bohnesmühlgasse, Hof- und schließlich Crevennastraße 8.

### Jugend und Studium
1920 legte Margret Boveri als „Externe“ ihr Abitur am Realgymnasium ab. Da sie noch keine klaren Berufsvorstellungen hatte, nahm sie zunächst Klavierunterricht in der Meisterklasse von Hermann Zilcher, dem Leiter des Würzburger staatlichen Musikkonservatoriums. Daneben immatrikulierte sie sich am 20. Oktober 1920 an der Universität Würzburg für die Fächer Englisch, Italienisch, Geschichte, Germanistik und Zoologie. Als Brotberuf fasste sie eine Tätigkeit als Lehrerin ins Auge, obwohl sie keine besondere Neigung dazu empfand. Vom Studienbetrieb war sie enttäuscht. Trotzdem legte sie in den Fächern Deutsch, Geschichte und Englisch am 29. April 1924 das Staatsexamen ab. Nach dem einjährigen Referendariat an der Oberrealschule absolvierte Boveri das Studienassessorexamen für Deutsch. Zum Schuldienst konnte sie sich allerdings nicht durchringen. Motiviert durch eine finanzielle Unterstützung ihrer Mutter, versuchte sie im Herbst 1925 ohne große Ambitionen eine Fortsetzung ihres Geschichtsstudiums in München. Im Sommer 1927 unterbrach sie dieses, um als Sekretärin an das Zoologische Institut in Neapel zu gehen. Im Oktober 1929 kehrte sie nach Deutschland zurück und setzte ihr Studium an der Hochschule für Politik in Berlin fort, wo sie in der Rotdornstraße 2 im Ortsteil Friedenau eine Mansardenwohnung bezog. Im November 1929 immatrikulierte sie sich außerdem an der Friedrich-Wilhelm-Universität für Neuere Geschichte und Philosophie.

In Neapel hatte Boveri den afroamerikanischen Zoologen Ernest Just kennengelernt, der am Zoologischen Institut als Gastprofessor tätig war. Zwischen den beiden entwickelte sich ein Verhältnis, nachdem Boveri sich in den siebzehn Jahre älteren verheirateten Wissenschaftler verliebt hatte. Trotz der Ablehnung dieser Liaison durch ihren Freundeskreis dauerte die Beziehung noch bis in die gemeinsame Berliner Zeit und endete erst, als Just, seit Januar 1930 am Kaiser-Wilhelm-Institut in Berlin-Dahlem tätig, im Sommer 1931 seiner zukünftigen Frau Hedwig Schnetzler begegnete.

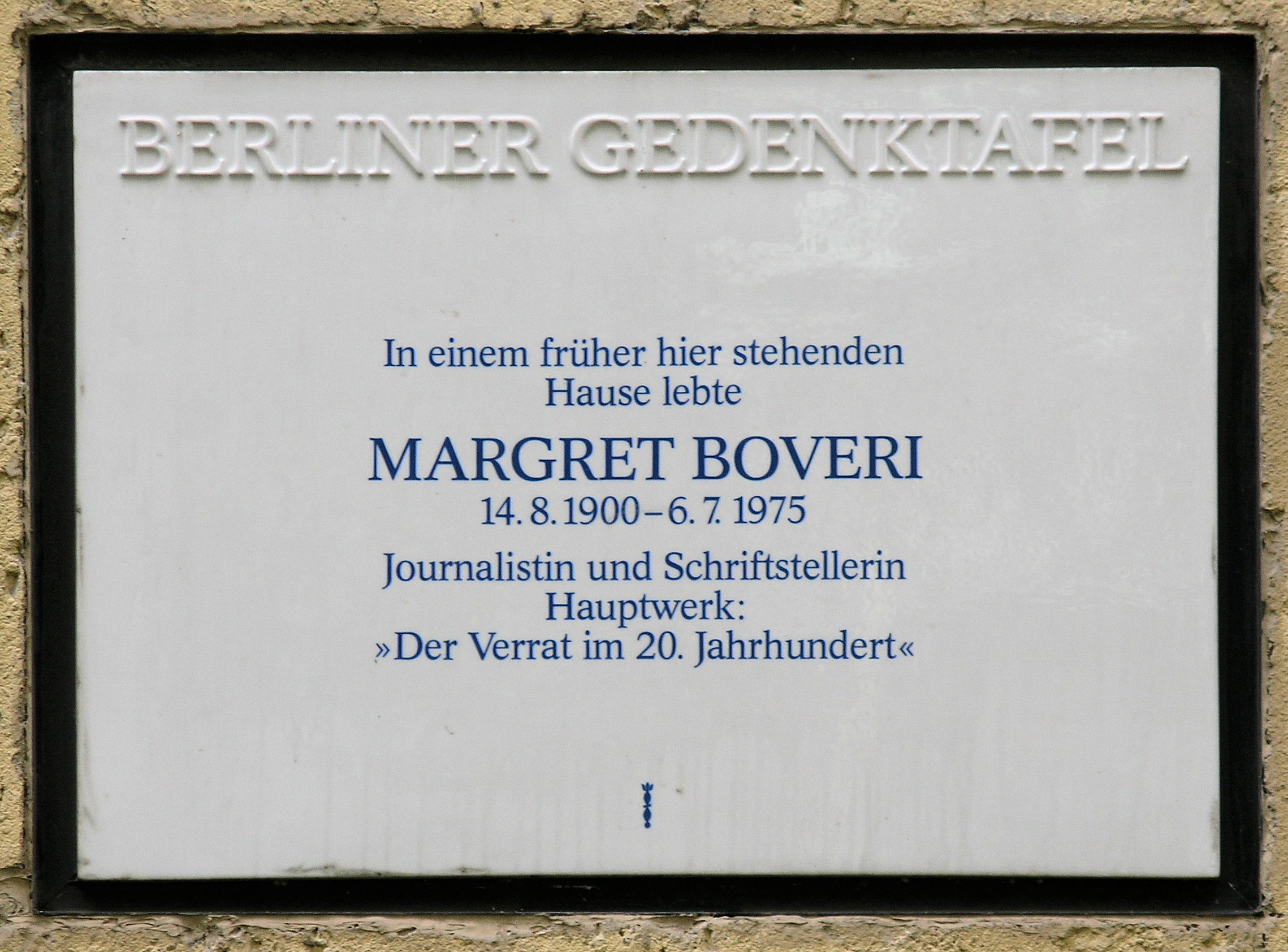
Berliner Gedenktafel am Haus Opitzstraße 8 in Berlin-Steglitz

Ende 1929 begann Boveri mit ihrer Dissertationsarbeit bei Hermann Oncken zum Thema Persönlichkeiten und Apparat der außenpolitischen Geschäftsführung unter Sir Edward Grey. Ende September 1930 konnte sie eine Neubauwohnung in Berlin-Lichterfelde in der Neuchateller Straße 19 beziehen und sich hier ungestört ihrer Arbeit widmen. Das Promotionsverfahren schloss sie am 9. Juni 1932 mit der Gesamtnote „cum laude“ ab. Boveri zeichnete darin ein negatives Bild der englischen Außenpolitik. Auch Edward Grey habe einfach die deutschfeindliche Politik seiner Vorgänger fortgeführt und durch seine Vorliebe für Frankreich noch verschärft.

### Karriere als Journalistin während der Zeit des Nationalsozialismus
Im März und April 1933 unternahm Boveri in Begleitung von drei Freunden eine Automobilreise durch Marokko, Algerien und Tunesien. Die Zäsur durch die nationalsozialistische „Machtergreifung“ und die schon 1933 begonnenen Veränderungen der Presselandschaft sah Boveri zunächst gelassen. Eine Exil-Existenz schloss sie kategorisch aus – auch noch als Bekannte und Weggefährten von den Säuberungsmaßnahmen der neuen Machthaber betroffen wurden und sie selbst Erfahrungen mit der Gestapo sammeln musste. Sie war entschlossen, ihren gewünschten Einstieg in die Publizistik zu realisieren, und hatte hierbei einen günstigen Zeitpunkt getroffen, da durch den mit dem neuen Schriftleitergesetz vom 4. Oktober 1933 eingeführten Ariernachweis Redakteur- bzw. Journalistenstellen, die bis dahin deutsche Juden innehatten, in erheblichem Maße frei wurden. Am 9. Dezember 1933 beantragte sie ihre Aufnahme in den Reichsverband der Deutschen Schriftsteller. Die Bewerbung für eine Festanstellung bei ihrer Wunschzeitung, der Frankfurter Zeitung (FZ), scheiterte jedoch, so dass sie am 27. August 1934 schließlich als Volontärin in die außenpolitische Redaktion des Berliner Tageblatts eintrat, dessen Chefredakteur Paul Scheffer sie förderte und mit dem sie ein Leben lang in enger Verbindung blieb. Im Auftrag des Berliner Tageblatts nahm sie im Sommer 1935 an einer Gruppenreise deutscher Journalisten nach Athen teil und bereiste 1936 Malta, Ägypten und den Sudan. 1938 folgte eine große Orientreise, finanziert durch die Frankfurter Zeitung und den Atlantis Verlag, die sie mit ihrem Buick unternahm und die sie in die Türkei, nach Jordanien, in den Libanon, den Irak und den Iran führte. Literarische Früchte ihrer Reisen waren neben Zeitungsreportagen die Bücher Vom Minarett zum Bohrturm und Ein Auto, Wüsten, Blaue Perlen.
Von 1939 bis zum Verbot der Zeitung 1943 war sie Auslandskorrespondentin der Frankfurter Zeitung (FZ) in Stockholm und New York. Auf eigenen Wunsch kehrte sie – mitten im Zweiten Weltkrieg, nachdem man sie nach Kriegseintritt der USA zeitweise in New York als „feindliche Ausländerin“ interniert hatte – im Mai 1942 nach Europa (Lissabon) zurück, wo sie ihre Tätigkeit für die FZ sofort wieder aufnahm. Sie veröffentlichte in der FZ nunmehr auch antisemitische Beiträge, etwa: Landschaft mit doppeltem Boden. Einfluss und Tarnung des amerikanischen Judentums. Die Schärfe der Beiträge sei auf redaktionelle Eingriffe zurückzuführen, erklärte sie nach dem Krieg. Am 20. Juli 1941 wurde ihr die Kriegsverdienstmedaille, das war die erste Stufe der fünfstufigen von Hitler gestifteten Auszeichnung Kriegsverdienstkreuz, verliehen. Nach dem Verbot der FZ durch das NS-Regime nahm Boveri eine Tätigkeit als Verfasserin von Berichten in der deutschen Botschaft in Madrid auf. Sie kehrte im März 1944 wieder nach Berlin zurück und war als freie Mitarbeiterin der nationalsozialistischen Wochenzeitung Das Reich bis Kriegsende tätig. Sie wohnte im Vorderhaus der Charlottenburger Wundtstraße 62 IV. am Lietzensee, die aber durch einen Bombenangriff am 3. Februar 1945 schwer beschädigt wurde, so dass sie kurz nach Kriegsende, in die Thielallee 13 in Berlin-Dahlem umzog. Bis zu ihrem Tode lebte sie als freie Journalistin in Berlin.
Boveri machte in der Zeit des Nationalsozialismus Karriere als Journalistin, ohne Mitglied in der NSDAP zu sein. Sie bewahrte zwar in der Anfangsphase Distanz zum Regime, war jedoch eine patriotische Deutsche und mit dem Diplomaten und späteren Widerstandskämpfer Adam von Trott zu Solz nach eigener Aussage „befreundet“. Boveri ahnte jedoch nicht, dass Trott zum engeren Zirkel des Kreisauer Kreis gehörte. Das Kriegsende erlebt sie in Berlin. Ihre tagebuchartigen Aufzeichnungen aus dieser Zeit wurden 1968 zur Grundlage von Tage des Überlebens – Berlin 1945. Kurz nach dem Krieg verfasste sie das sehr amerikakritische Büchlein Amerika-Fibel für erwachsene Deutsche.

### Nachkriegszeit
Nach der deutschen Kapitulation missbilligte sie die Teilung Deutschlands entschieden und warf den drei westlichen Hauptsiegermächten vor, diese bewusst herbeigeführt zu haben, wobei sie von Konrad Adenauer unterstützt worden seien. Die Folge war, dass sie die Bundesrepublik Deutschland ablehnte. Erst nach dem Mauerbau und nachdem John F. Kennedy und Willy Brandt ihre Visionen einer Aussöhnung mit dem Osten im Kalten Krieg hervorbrachten, versöhnte sie sich mit dem Nachkriegsdeutschland.
Im 1956 erschienenen Der Verrat im zwanzigsten Jahrhundert stellte sie den Verrat am Vaterland durch Knut Hamsun, William Joyce und Ezra Pound durch deren Propaganda-Tätigkeit für das NS-Regime dem „Verrat“ durch Wilhelm Canaris, Ludwig Beck und Claus Schenk Graf von Stauffenberg in Form ihrer Verschwörertätigkeit gegenüber, um die aus ihrer Sicht ambivalente Allgegenwart des Verrats zu studieren: „Verrat“, schreibt sie, „ist in unserem Leben zum Alltagsbegriff geworden. Der Inhalt des Verrates wechselt, indem sich das Rad der Geschichte dreht. Heute werden als Helden oder Märtyrer die gefeiert, die gestern als Verräter gehenkt wurden, und umgekehrt. Aber der Verrat bleibt bei uns, als sei er der dauernd sich wandelnde Schatten, der unserer Epoche zugehört.“

### Autobiographische Gespräche mit Uwe Johnson
Mit dem Schriftsteller Uwe Johnson führte Margret Boveri ab 1968 intensive Gespräche über ihr Leben, die auf Tonband aufgenommen wurden. Vorher hatte Johnson in New York bei Hannah Arendt und ihrem Ehemann Heinrich Blücher, wie die Boveri-Biographin Heike B. Görtemaker es ausdrückt, „Unterricht in Politik und Zeitgeschehen“ erhalten. Daraufhin wollte Johnson herausfinden, warum Boveri, obwohl sie die Möglichkeit zur Emigration gehabt hätte, im nationalsozialistischen Deutschland blieb und ab 1933 Karriere als Journalistin machte. Er kritisierte nach Görtemaker, dass Boveri „mitgemacht“ und nicht „Nein“ zu den Zuständen in Deutschland gesagt habe. Dabei berief er sich, wie Görtemaker ausführt, vor allem auf das politische Hauptwerk Arendts Elemente und Ursprünge totaler Herrschaft, in dem diese der Generation, die vor dem Ersten Weltkrieg aufgewachsen ist, vorwirft, dass „sie sich vom ‚Führer des Mob‘ habe missbrauchen lassen. Die geistige und kulturelle Elite dieser ‚Frontgeneration‘ […], habe sich mit ihren ‚antihumanistischen, antiliberalen, antiindividuellen und zivilisationsfeindlichen Instinkten‘ der Anziehungskraft der ‚totalitären Bewegungen‘ nicht entziehen können, ja könne es bis heute nicht. Dennoch sei sie [die geistige und kulturelle Elite] ohne Einfluß auf die ‚totalen Herrschaftsapparate‘ gewesen.“ Die trotz dieses Hintergrunds teilweise fast freundschaftlichen Begegnungen verliefen nicht immer spannungsfrei, und Boveri unterbrach im September 1968 den Kontakt, weil Johnson gesagt habe, sie sei eine „Nazideutsche“ gewesen. Zwar wurden die Interviews, an denen nunmehr auch Elisabeth Johnson beteiligt war, später fortgeführt, aber über „die Unvereinbarkeit der Standpunkte zwischen ihr und Uwe Johnson kam Boveri niemals hinweg“, so Görtemaker.

### Tod

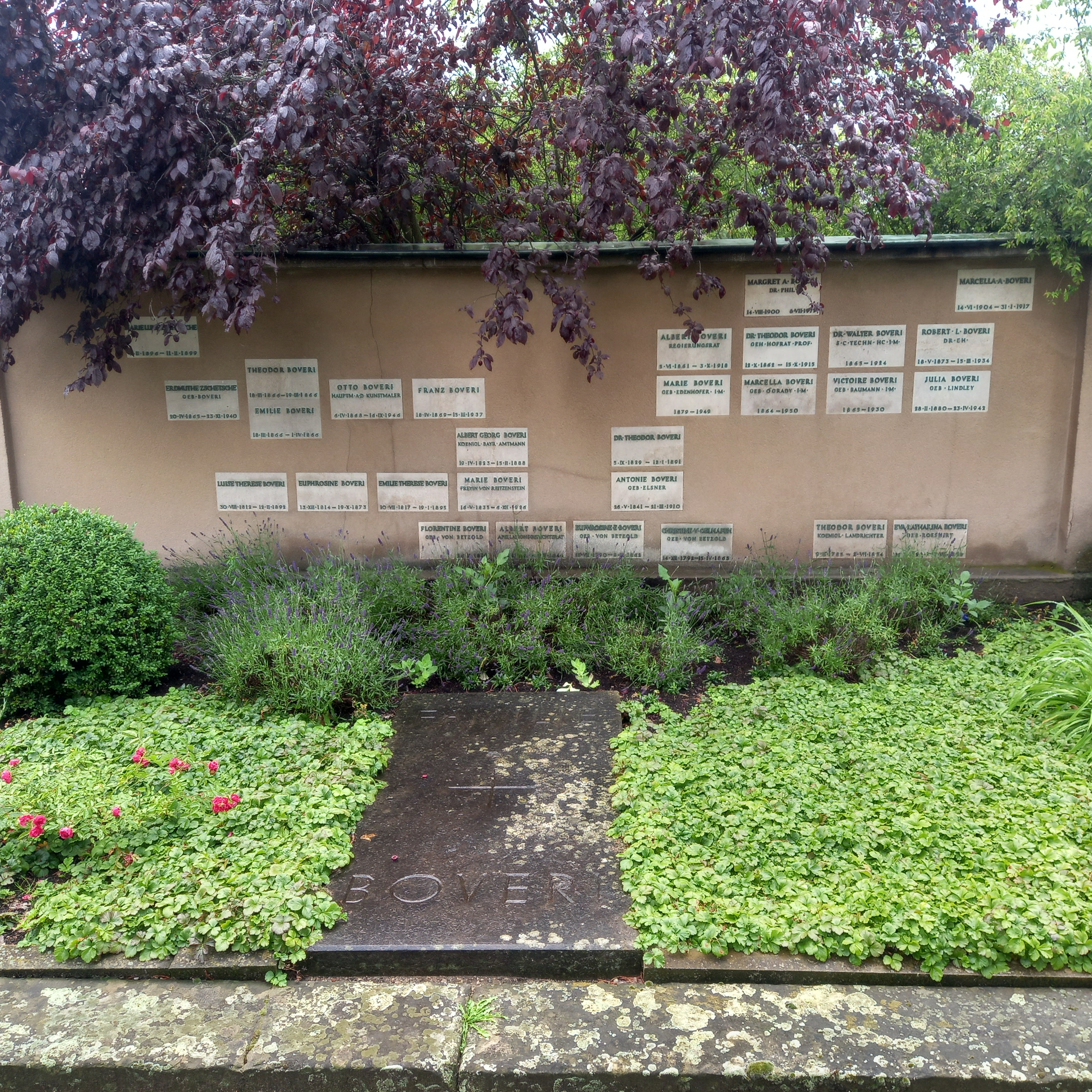
Das Grab von Margret Boveri im Familiengrab auf dem Hauptfriedhof Bamberg

Margret Boveri starb am 6. Juli 1975 in Berlin. Beerdigt wurde sie in der Grabstätte der Boveris auf dem Bamberger Hauptfriedhof. In ihrem Testament vermachte sie ihre Aufzeichnungen Uwe Johnson. Dieser veröffentlichte kurz nach ihrem Tod einen Nachruf in der Zeit. Zwei Jahre nach Margret Boveris Tod gaben er und seine Ehefrau Boveris Autobiographie Verzweigungen heraus.

### Ehrungen
1968 wurde Boveri mit dem Deutschen Kritikerpreis ausgezeichnet. Am 15. Januar 1971 erhielt sie das Bundesverdienstkreuz 1. Klasse „für ihren publizistischen Einsatz für eine Verständigung zwischen Ost und West“. Von der konservativen Margret Boveri Stiftung für Demokratieforschung in Würzburg wurde ein Margret Boveri-Preis für wissenschaftliche Publizistik verliehen (u. a. an Elisabeth Noelle-Neumann 1997).

## Zitate
- „England braucht in Deutschland keinen Secret Service mehr; die Deutschen selbst kommen ja in Scharen zu uns und erzählen alles“, stellte Robert Vansittart 1939 fest (Margret Boveri: Der Verrat im XX. Jahrhundert, Band II, S. 98).
- Landschaft mit doppeltem Boden: Einfluss und Tarnung des amerikanischen Judentums. B.s Artikelüberschrift in der Frankfurter Zeitung, über Juden in den USA[17]
- „Ich bin fast reif für den Eintritt in die Partei.“[18]
- „Also ich würde sagen bei den Verrätern mit denen ich mich beschäftigt habe, war die große Schwierigkeit die, dass sie zwischen verschiedenen Arten der Treue wählen mussten. Eines der einfachen Beispiele ist Laval, der Mann, der unter der deutschen Besatzung bereit war, Ministerpräsident zu bleiben, bei dem also Treue zum sogenannten Vaterland stärker war, als die Treue zu einer Ideologie der Freiheit.“[19]
- „Die USA dünken sich etwas besseres, demokratischer, fortschrittlicher und freiheitlicher; aber sie sind es nicht. Wer sie nicht für die beste aller Nationen hält, berufen, anderen den Segen des Fortschritts zu bringen, den machen sie nieder.“[20]

## Werke
- Persönliches über W. C. Röntgen. In: Otto Glasser: Wilhelm Conrad Röntgen und die Geschichte der Röntgenstrahlen. Berlin/Göttingen/Heidelberg 1931; 2. Auflage ebenda 1959.
- Das Weltgeschehen am Mittelmeer. Zürich 1936.
- Vom Minarett zum Bohrturm. Eine politische Biographie Vorderasiens. Zürich/Leipzig 1939.
- Ein Auto, Wüsten, blaue Perlen. Bericht über eine Reise durch Vorderasien. Leipzig 1939.
  - Wüsten, Minarette und Moscheen. Im Auto durch den alten Orient. Vorwort Peter Scholl-Latour. WJS, Berlin 2005, ISBN 3-937989-06-4.
- Amerika-Fibel für erwachsene Deutsche. Berlin 1946.
  - wieder: mit Kommentar von Theodor Heuss, Einleitung Heike B. Görtemaker. Landt, Berlin 2006, ISBN 3-938844-03-5.
- Der Diplomat vor Gericht. Minerva, Berlin 1948.
- Duino. Heroische Bruchstelle Europas. In: Merkur, Jg. 5, Nr. 8, 1951.
  - wieder in Marlis Gerhardt: Essays berühmter Frauen. Von Else Lasker-Schüler bis Christa Wolf. Insel TB, Frankfurt 1997, ISBN 3-458-33641-9, S. 40–53.
- 16 Fenster und 8 Türen. Berlin 1953.
- Der Verrat im 20. Jahrhundert. 4 Bände:
  - Band I: Für und gegen die Nation. Das sichtbare Geschehen. Rowohlt, Hamburg 1956.
  - Band II: Für und gegen die Nation. Das unsichtbare Geschehen. Rowohlt, Hamburg 1956.
  - Band III: Zwischen den Ideologien. Zentrum Europa. Rowohlt, Hamburg 1957.
  - Band IV: Verrat als Epidemie. Amerika. Fazit. Rowohlt, Hamburg 1960.
- Wir lügen alle. Eine Hauptstadtzeitung unter Hitler. Walter, Olten 1965.
- Tage des Überlebens. Berlin 1945. Piper, München 1968.
  - wieder: Eichborn 1996 (= Die Andere Bibliothek, 136).
  - abermals: Vorwort von Egon Bahr. WJS, Berlin 2004, ISBN 3-937989-01-3.
- Erinnerte Mutmaßungen. In: Neue Deutsche Hefte, 16, 1969, S. 205–208.
- Die Deutschen und der status quo. München 1974.
- Verzweigungen. Eine Autobiographie. Hrsg. von Uwe Johnson. Piper, München 1977, ISBN 3-492-02309-6.
  - wieder: Suhrkamp, Frankfurt 1996, ISBN 3-518-39076-7.